# 秦綱手
秦 綱手（はだ の つなて）は、飛鳥時代の人物。姓は造、死後に忌寸。冠位は贈大錦上。壬申の乱の功臣。
秦氏は渡来系の氏族である。『日本書紀』が壬申の乱を記述するくだりに綱手の名は現れない。天武天皇9年（680年）5月21日に死に、壬申の年の功により大錦上の位を贈られた。それから16年後の持統天皇10年（696年）5月3日に、大錦上秦造綱手が忌寸の姓を与えられた。事情は不明だが、遺族の申請によるものかと推測する説がある。